# San Potito Sannitico
San Potito Sannitico – miejscowość i gmina we Włoszech, w regionie Kampania, w prowincji Caserta.
Według danych na rok 2004 gminę zamieszkiwało 1899 osób, 86,3 os./km².